# Virginie Efira
Virginie Efira (Schaarbeek, 5 mei 1977) is een Belgisch actrice en presentatrice. Sinds 2016 heeft ze tevens de Franse nationaliteit.

## Biografie
Efira studeerde aan het Institut national supérieur des arts du spectacle et des techniques de diffusion in Brussel en studeerde vervolgens theater aan het Conservatoire royal de Bruxelles dat ze voortijdig verliet.
Ze begon haar carrière in 1998 als presentatrice; eerst voor de Belgische televisiezender Club RTL en vanaf 2003 voor de Franse televisiezenders M6, TF1 en Canal+. In 2004 debuteerde ze als stemactrice in de Franse nagesynchroniseerde versie van de film Garfield.
In 2010 kreeg Efira een eerste grote filmrol in Le Siffleur van Philippe Lefebvre. Maar haar grote doorbraak kwam met rollen in de romantische komedies L'amour c'est mieux à deux (2010) en La Chance de ma vie (2011). In 2012 werd ze genomineerd voor de Magritte du cinéma voor beste vrouwelijke bijrol, voor haar rol in Kill Me Please (2010), en won ze de Publieksprijs. In 2013 acteerde ze in vier speelfilms, en in 2017 won ze de Magritte voor beste actrice en werd ze genomineerd voor de César voor beste actrice voor haar rol van Victoria Spick in de film Victoria van Justine Triet.

### Privéleven
Efira huwde in 2002 met de acteur en producent Patrick Ridremont. Ze gingen in 2005 uit elkaar, waarna ze in 2009 officieel scheidden. Efira verloofde zich met regisseur Mabrouk El Mechri, met wie ze in 2013 een dochter kreeg. Een jaar later werd de relatie verbroken. In september 2016 kondigde Efira aan dat ze de Franse nationaliteit had verkregen, maar tevens de Belgische nationaliteit had behouden.

## Filmografie

### Films
- 2005 - Africains poids-moyens (korte film) - Vickie
- 2009 - Les Barons van Nabil Ben Yadir - de artieste
- 2010 - Le Siffleur van Philippe Lefebvre - Candice
- 2010 - L'amour c'est mieux à deux van Dominique Farrugia en Arnaud Lemort - Angèle
- 2010 - Kill Me Please van Olias Barco - Inspectrice Evrard
- 2011 - La Chance de ma vie van Nicolas Cuche - Joanna Sorini
- 2011 - Mon pire cauchemar van Anne Fontaine - Julie
- 2012 - Hénaut Président van Michel Muller - zichzelf
- 2012 - Dead Man Talking van Patrick Ridremont - Elisabeth Lacroix
- 2013 - Cookie van Léa Fazer - Delphine
- 2013 - 20 ans d'écart van David Moreau - Alice Lantins
- 2013 - Les Invincibles van Frédéric Berthe - Caroline
- 2013 - En solitaire van Christophe Offenstein - Marie Drevil
- 2015 - Caprice van Emmanuel Mouret - Alicia
- 2015 - Une famille à louer van Jean-Pierre Améris - Violette
- 2015 - Le Goût des merveilles van Éric Besnard - Louise
- 2016 - Et ta sœur? van Marion Vernoux - Marie
- 2016 - Un homme à la hauteur van Laurent Tirard - Diane
- 2016 - Elle van Paul Verhoeven - Rebecca
- 2016 - Victoria van Justine Triet - Victoria Spick
- 2017 - Pris de court van Emmanuelle Cuau - Nathalie
- 2018 - Le Grand Bain van Gilles Lellouche - Delphine
- 2019 - Sibyl van Justine Triet - Sibyl
- 2020 - Police van Anne Fontaine - Virginie
- 2020 - Adieu les cons van Albert Dupontel - Suze Trappet
- 2021 - En attendant Bojangles van Régis Roinsard - Camille
- 2021 - Benedetta van Paul Verhoeven - Zuster Benedetta Carlini
- 2021 - Madeleine Collins van Antoine Barraud - Judith
- 2021 - Lui van Guillaume Canet - de echtgenote
- 2022 - Revoir Paris van Alice Winocour - Mia
- 2023 - L'Amour et les Forêts van Valérie Donzelli - Blanche/Rose Renard
- 2025 - Vie privée van Rebecca Zlotowski - Paula Cohen-Solal

### Televisie

#### Televisieseries
- 2006 / 2009 - Kaamelott : Berlewen, echtgenote van Bohort
- 2007 - Off Prime - zichzelf
- 2016 - La Folle Soirée du Palmashow 3 - zichzelf

#### Tv-films
- 2007 - Mon amour de fantôme van Arnaud Sélignac - Anna
- 2010 - En chantier, monsieur Tanner van Stefan Liberski - bankmedewerkster
- 2011 - À la maison pour Noël van Christian Merret-Palmair - Sarah Moreau
- 2014 - Camping Paradis van Christian Merret-Palmair - Laurie Arnaud
- 2016 - Love Island van Laurie Arnaud - Laurie Arnaud

### Theater
- 1999 - L'Étranger, Théâtre Jacques Brel in België[bron?]
- 2003 - Le Ciel de lit (Het hemelbed) van Jan de Hartog, théâtre de la Valette in Itter.
- 2005 - Pour ses beaux yeux van René de Obaldia.
- 2006 - La Chatte sur un toit brûlant van Tennessee Williams
- 2009 - Nathalie van Philippe Blasband

## Prijzen en nominaties
De belangrijkste:
| Jaar | Prijs              | Categorie                | Film                | Uitslag     |
| ---- | ------------------ | ------------------------ | ------------------- | ----------- |
| 2023 | César              | Beste actrice            | Revoir Paris        | Gewonnen    |
| 2022 | César              | Beste actrice            | Benedetta           | Genomineerd |
| 2021 | César              | Beste actrice            | Adieu les cons      | Genomineerd |
| 2019 | César              | Beste actrice            | Un amour impossible | Genomineerd |
| 2019 | César              | Beste vrouwelijke bijrol | Le Grand Bain       | Genomineerd |
| 2017 | Magritte du cinéma | Beste actrice            | Victoria            | Gewonnen    |
| 2017 | César              | Beste actrice            | Victoria            | Genomineerd |
| 2012 | Magritte du cinéma | Prix du public           |                     | Gewonnen    |
| 2012 | Magritte du cinéma | Beste vrouwelijke bijrol | Kill Me Please      | Genomineerd |